# 希基萬 (亞利桑那州)
希基萬（英語：Hickiwan）是位於美國亞利桑那州皮馬縣的一個非建制地區。該地的面積和人口皆未知。

## 地理
希基萬的座標為32°22′08″N 112°28′32″W / 32.36889°N 112.47556°W，而該地的平均海拔高度為670米（即2198英尺）。